# Robert Duncan Wilmot
Pour les articles homonymes, voir Wilmot.
Robert Duncan Wilmot (né le 16 octobre 1809 à Fredericton, mort le 11 février 1891 à Lincoln) est un homme d'affaires et homme politique du Nouveau-Brunswick, au Canada. Il est un des pères de la Confédération canadienne.

## Biographie
Robert Duncan Wilmot naît le 16 octobre 1809 à Fredericton mais grandit à Saint-Jean où son père, lui-même homme d'affaires et politicien, décide de s’installer en 1814.
Il fait quelques études, intègre l’entreprise familiale, et part à Liverpool de 1835 à 1840, l’activité principale de l’entreprise étant l’exportation de bois néo-brunswickois vers le Royaume-Uni (c'est d'ailleurs là que naît son fils, Robert D. Wilmot, futur député du Nouveau-Brunswick). De retour au Nouveau-Brunswick, il s’implique dans le développement des activités économiques de Saint-Jean et devient l’un des marchands les plus en vue.
Initié à la politique par son père, député provincial, Wilmot se lance lui-même en politique en étant élu en 1846 à l’Assemblée législative du Nouveau-Brunswick en tant que député conservateur du Comté et de la ville de Saint-Jean, son prédécesseur à ce poste étant Lemuel Allan Wilmot, son propre cousin. Il est constamment réélu jusqu’à sa défaite en 1861, mais il gagne les élections suivantes en 1865 et restera député jusqu’à la création de la Confédération en 1867.
Parallèlement, il s’occupe de politique municipale en étant échevin, puis maire de Saint-Jean de 1849 à 1850.
À la naissance de la Confédération, il devient sénateur et même président du Sénat du 7 novembre 1878 au 10 février 1880 et ministre sans portefeuille dans le gouvernement MacDonald du 8 novembre 1878 au 10 février 1880.
Il est nommé lieutenant-gouverneur du Nouveau-Brunswick le 11 février 1880 et le restera jusqu’au 11 novembre 1885.
Wilmot décède le 11 février 1891 dans sa résidence familiale à Lincoln, dans le Comté de Sunbury.